# Echunga
Echunga – miasto w Australii, w stanie Australia Południowa.